# 新泰市
新泰市（しんたい-し）は、中華人民共和国山東省泰安市に位置する県級市。

## 歴史
三国時代に魏により東平陽県が設置される。晋代に新泰県と改称され、1983年に県級市に改編され現在に至る。

## 行政区画
下部に3街道、17鎮、1郷を管轄する。
- 街道:青雲街道、新汶街道、新甫街道
- 鎮:東都鎮、小協鎮、翟鎮、泉溝鎮、羊流鎮、果都鎮、西張荘鎮、天宝鎮、楼徳鎮、禹村鎮、宮里鎮、谷里鎮、石莱鎮、放城鎮、劉杜鎮、汶南鎮、竜廷鎮
- 郷:岳家荘郷